# Számos
Számos (szerbül Самош / Samoš) település Szerbiában, a Vajdaságban, a Dél-bánsági körzetben. Közigazgatásilag Antalfalva községhez tartozik.

## Fekvése
Antalfalvától északkeletre, Újozora és Kevedobra közt fekvő település.

## Története
Számos egykor az alibunári járáshoz tartozott, mely az egykori katonai határőrvidék területén, Nagylajos községgel együtt, 1804-ben települt. A falu nagyobb birtokosai Teodorovics János és fiai voltak.
A középkorban a közelében  feküdt Otvánteleke falu is, melyet 1468-ban Mátyás király Otvánteleki Orbán fia Imrének és Miklós fia Jánosnak adott új adományként. Az egykori oklevelek szerint a birtokbaiktatásnál Szajáni Thege Tamás és Bocsári Balázs szerepelnek mint királyi emberek.
1910-ben  2525 lakosából 27 fő magyar, 50 fő német, 1 fő szlovák, 2 fő román, 2390 fő szerb, anyanyelvű volt. Ebből 67 fő római katolikus, 2 fő református, 2 fő ág. hitv. evangélikus, 2397 fő görögkeleti ortodox, 2 fő izraelita vallású volt. A lakosok közül 1249 fő tudott írni és olvasni, 69 lakos tudott magyarul.
A trianoni békeszerződés előtt Torontál vármegye Alibunári járásához tartozott.

## Népesség

### Demográfiai változások
| 1948 | 1953 | 1961 | 1971 | 1981 | 1991 | 2002 | 2011 |
| ---- | ---- | ---- | ---- | ---- | ---- | ---- | ---- |
| 2382 | 2373 | 2310 | 2108 | 1658 | 1438 | 1247 | 1004 |